# Équipe de Suisse de football en 2024
Cet article présente l'année 2024 pour l'équipe de Suisse de football.

## Évolution du classement
| Année | 2023     | 2024    | 2024    | 2024 | 2024  | 2024 | 2024 | 2024    | 2024 | 2024      | 2024    | 2024     | 2024     |
| Mois  | décembre | janvier | février | mars | avril | mai  | juin | juillet | août | septembre | octobre | novembre | décembre |
| Rang  | 18       | 19      | 19      | 19   | 19    | 19   | 19   | 15      | 15   | 15        | 17      | 20       | 20       |

## Bilan
|           | Nombre de matchs | Victoires | Matchs nuls | Défaites | Buts marqués | Buts encaissés |
| Domicile  | 5                | 1         | 3           | 1        | 9            | 8              |
| Extérieur | 5                | 1         | 1           | 3        | 3            | 7              |
| Neutre    | 5                | 2         | 3           | 0        | 8            | 4              |
| Total     | 15               | 4         | 7           | 4        | 20           | 19             |

## Faits marquants
L'année est marquée par les retraites internationales de Xherdan Shaqiri, Yann Sommer et Fabian Schär après l'Euro 2024 et respectivement 125, 94 et 86 sélections sous le maillot national.

## Matchs et résultats
| Match amical                                     | Danemark | 0 - 0 | Suisse | Parken Stadium, Copenhague                            |                                                       |
| 23 mars 2024 · 20h00 · Historique des rencontres |          |       |        | Spectateurs : 30 731 Arbitrage : Allard Lindhout (de) | Spectateurs : 30 731 Arbitrage : Allard Lindhout (de) |
| 23 mars 2024 · 20h00 · Historique des rencontres | Rapport  |       |        | Spectateurs : 30 731 Arbitrage : Allard Lindhout (de) | Spectateurs : 30 731 Arbitrage : Allard Lindhout (de) |

| Match amical                                     | République d'Irlande | 0 - 1   | Suisse      | Aviva Stadium, Dublin                                  |                                                        |
| 26 mars 2024 · 20h45 · Historique des rencontres |                      | (0 - 1) | 23e Shaqiri | Spectateurs : 35 742 Arbitrage : Paweł Raczkowski (en) | Spectateurs : 35 742 Arbitrage : Paweł Raczkowski (en) |
| 26 mars 2024 · 20h45 · Historique des rencontres | Rapport              |         |             | Spectateurs : 35 742 Arbitrage : Paweł Raczkowski (en) | Spectateurs : 35 742 Arbitrage : Paweł Raczkowski (en) |

| Match amical                                    | Suisse                                                    | 4 - 0   | Estonie | Swissporarena, Lucerne                               |                                                      |
| 4 juin 2024 · 20h15 · Historique des rencontres | Zuber 20e · Amdouni 47e · Elvedi 64e · Shaqiri 70e (pen.) | (1 - 0) |         | Spectateurs : 14 473 Arbitrage : Kyriakos Athanasiou | Spectateurs : 14 473 Arbitrage : Kyriakos Athanasiou |
| 4 juin 2024 · 20h15 · Historique des rencontres | Rapport                                                   |         |         | Spectateurs : 14 473 Arbitrage : Kyriakos Athanasiou | Spectateurs : 14 473 Arbitrage : Kyriakos Athanasiou |

| Match amical                                    | Suisse     | 1 - 1   | Autriche       | kybunpark, Saint-Gall                              |                                                    |
| 8 juin 2024 · 18h00 · Historique des rencontres | Widmer 26e | (1 - 1) | 6e Baumgartner | Spectateurs : 18 731 Arbitrage : Maria Caputi (en) | Spectateurs : 18 731 Arbitrage : Maria Caputi (en) |
| 8 juin 2024 · 18h00 · Historique des rencontres | Rapport    |         |                | Spectateurs : 18 731 Arbitrage : Maria Caputi (en) | Spectateurs : 18 731 Arbitrage : Maria Caputi (en) |

| Euro 2024 - 1re journée                          | Hongrie   | 1 - 3   | Suisse                                  | RheinEnergieStadion, Cologne                   |                                                |
| 15 juin 2024 · 15h00 · Historique des rencontres | Varga 66e | (0 - 2) | 12e Duah · 45e Aebischer · 90+3e Embolo | Spectateurs : 41 676 Arbitrage : Slavko Vinčić | Spectateurs : 41 676 Arbitrage : Slavko Vinčić |
| 15 juin 2024 · 15h00 · Historique des rencontres | Rapport   |         |                                         | Spectateurs : 41 676 Arbitrage : Slavko Vinčić | Spectateurs : 41 676 Arbitrage : Slavko Vinčić |

| Euro 2024 - 2e journée                           | Écosse        | 1 - 1   | Suisse      | RheinEnergieStadion, Cologne                    |                                                 |
| 19 juin 2024 · 21h00 · Historique des rencontres | McTominay 13e | (1 - 1) | 26e Shaqiri | Spectateurs : 42 711 Arbitrage : Danny Makkelie | Spectateurs : 42 711 Arbitrage : Danny Makkelie |
| 19 juin 2024 · 21h00 · Historique des rencontres | Rapport       |         |             | Spectateurs : 42 711 Arbitrage : Danny Makkelie | Spectateurs : 42 711 Arbitrage : Danny Makkelie |

| Euro 2024 - 3e journée                           | Suisse    | 1 - 1   | Allemagne      | Deutsche Bank Park, Francfort-sur-le-Main       |                                                 |
| 23 juin 2024 · 21h00 · Historique des rencontres | Ndoye 28e | (1 - 0) | 90+2e Füllkrug | Spectateurs : 46 685 Arbitrage : Daniele Orsato | Spectateurs : 46 685 Arbitrage : Daniele Orsato |
| 23 juin 2024 · 21h00 · Historique des rencontres | Rapport   |         |                | Spectateurs : 46 685 Arbitrage : Daniele Orsato | Spectateurs : 46 685 Arbitrage : Daniele Orsato |

| Euro 2024 - 1/8 de finale                        | Suisse                   | 2 - 0   | Italie | Stade olympique, Berlin                           |                                                   |
| 29 juin 2024 · 18h00 · Historique des rencontres | Freuler 37e · Vargas 46e | (1 - 0) |        | Spectateurs : 68 172 Arbitrage : Szymon Marciniak | Spectateurs : 68 172 Arbitrage : Szymon Marciniak |
| 29 juin 2024 · 18h00 · Historique des rencontres | Rapport                  |         |        | Spectateurs : 68 172 Arbitrage : Szymon Marciniak | Spectateurs : 68 172 Arbitrage : Szymon Marciniak |

| Euro 2024 - 1/4 de finale                          | Angleterre                                            | 1 - 1 a. p.           | Suisse                             | Merkur Spiel-Arena, Düsseldorf                  |                                                 |
| 6 juillet 2024 · 18h00 · Historique des rencontres | Saka 80e                                              | (0 - 0, 1 - 1, 1 - 1) | 75e Embolo                         | Spectateurs : 46 907 Arbitrage : Daniele Orsato | Spectateurs : 46 907 Arbitrage : Daniele Orsato |
| 6 juillet 2024 · 18h00 · Historique des rencontres | Rapport                                               |                       |                                    | Spectateurs : 46 907 Arbitrage : Daniele Orsato | Spectateurs : 46 907 Arbitrage : Daniele Orsato |
| 6 juillet 2024 · 18h00 · Historique des rencontres | Palmer · Bellingham · Saka · Toney · Alexander-Arnold | Tirs au but 5 - 3     | Akanji · Schär · Shaqiri · Amdouni | Spectateurs : 46 907 Arbitrage : Daniele Orsato | Spectateurs : 46 907 Arbitrage : Daniele Orsato |

| Ligue des nations 2024-2025 - 1re journée            | Danemark                   | 2 - 0   | Suisse | Parken Stadium, Copenhague                      |                                                 |
| 5 septembre 2024 · 20h45 · Historique des rencontres | Dorgu 82e · Højbjerg 90+2e | (0 - 0) |        | Spectateurs : 26 024 Arbitrage : Daniel Siebert | Spectateurs : 26 024 Arbitrage : Daniel Siebert |
| 5 septembre 2024 · 20h45 · Historique des rencontres | Rapport                    |         |        | Spectateurs : 26 024 Arbitrage : Daniel Siebert | Spectateurs : 26 024 Arbitrage : Daniel Siebert |

| Ligue des nations 2024-2025 - 2e journée             | Suisse      | 1 - 4   | Espagne                               | Stade de Genève, Genève                            |                                                    |
| 8 septembre 2024 · 20h45 · Historique des rencontres | Amdouni 41e | (1 - 2) | 4e Joselu · 13e 77e Ruiz · 80e Torres | Spectateurs : 26 265 Arbitrage : Irfan Peljto (en) | Spectateurs : 26 265 Arbitrage : Irfan Peljto (en) |
| 8 septembre 2024 · 20h45 · Historique des rencontres | Rapport     |         |                                       | Spectateurs : 26 265 Arbitrage : Irfan Peljto (en) | Spectateurs : 26 265 Arbitrage : Irfan Peljto (en) |

| Ligue des nations 2024-2025 - 3e journée            | Serbie                            | 2 - 0   | Suisse | Stade Dubočica (en), Leskovac                     |                                                   |
| 12 octobre 2024 · 20h45 · Historique des rencontres | Elvedi 45+1e (csc) · Mitrović 61e | (1 - 0) |        | Spectateurs : 6 383 Arbitrage : Simone Sozza (it) | Spectateurs : 6 383 Arbitrage : Simone Sozza (it) |
| 12 octobre 2024 · 20h45 · Historique des rencontres | Rapport                           |         |        | Spectateurs : 6 383 Arbitrage : Simone Sozza (it) | Spectateurs : 6 383 Arbitrage : Simone Sozza (it) |

| Ligue des nations 2024-2025 - 4e journée            | Suisse                             | 2 - 2   | Danemark                  | kybunpark, Saint-Gall                                  |                                                        |
| 15 octobre 2024 · 20h45 · Historique des rencontres | Freuler 26e · Amdouni 45+1e (pen.) | (2 - 1) | 27e Isaksen · 69e Eriksen | Spectateurs : 16 182 Arbitrage : Halil Umut Meler (en) | Spectateurs : 16 182 Arbitrage : Halil Umut Meler (en) |
| 15 octobre 2024 · 20h45 · Historique des rencontres | Rapport                            |         |                           | Spectateurs : 16 182 Arbitrage : Halil Umut Meler (en) | Spectateurs : 16 182 Arbitrage : Halil Umut Meler (en) |

| Ligue des nations 2024-2025 - 5e journée             | Suisse      | 1 - 1   | Serbie     | Letzigrund, Zurich                              |                                                 |
| 15 novembre 2024 · 20h45 · Historique des rencontres | Amdouni 78e | (0 - 0) | 88e Terzić | Spectateurs : 21 115 Arbitrage : Clément Turpin | Spectateurs : 21 115 Arbitrage : Clément Turpin |
| 15 novembre 2024 · 20h45 · Historique des rencontres | Rapport     |         |            | Spectateurs : 21 115 Arbitrage : Clément Turpin | Spectateurs : 21 115 Arbitrage : Clément Turpin |

| Ligue des nations 2024-2025 - 6e journée             | Espagne                                    | 3 - 2   | Suisse                           | Stade Heliodoro Rodríguez López, Santa Cruz de Tenerife |                                                  |
| 18 novembre 2024 · 20h45 · Historique des rencontres | Pino 32e · Gil 68e · Zaragoza 90+3e (pen.) | (1 - 0) | 63e Monteiro · 85e (pen.) Zeqiri | Spectateurs : 21 204 Arbitrage : Bastian Dankert        | Spectateurs : 21 204 Arbitrage : Bastian Dankert |
| 18 novembre 2024 · 20h45 · Historique des rencontres | Rapport                                    |         |                                  | Spectateurs : 21 204 Arbitrage : Bastian Dankert        | Spectateurs : 21 204 Arbitrage : Bastian Dankert |

## Classement des buteurs
| Buteur           | Compétition officielle | Matchs amicaux | Total |
| ---------------- | ---------------------- | -------------- | ----- |
| Zeki Amdouni     | 3                      | 1              | 4     |
| Xherdan Shaqiri  | 1                      | 2              | 3     |
| Breel Embolo     | 2                      | 0              | 2     |
| Remo Freuler     | 2                      | 0              | 2     |
| Michel Aebischer | 1                      | 0              | 1     |
| Kwadwo Duah      | 1                      | 0              | 1     |
| Joël Monteiro    | 1                      | 0              | 1     |
| Dan Ndoye        | 1                      | 0              | 1     |
| Rubén Vargas     | 1                      | 0              | 1     |
| Andi Zeqiri      | 1                      | 0              | 1     |
| Nico Elvedi      | 0                      | 1              | 1     |
| Silvan Widmer    | 0                      | 1              | 1     |
| Steven Zuber     | 0                      | 1              | 1     |